# Nelson Rockefeller
Nelson Aldrich Rockefeller (Bar Harbor, Maine, 8. srpnja 1908. – New York, 26. siječnja 1979.) bio je 41. potpredsjednik Sjedinjenih Država u razdoblju od 1974. do 1977. godine. Služio je u administraciji predsjednika Geralda Forda. Osim toga je bio 49. guverner New Yorka u razdoblju od 1959. do 1973. godine, a na raznim položajima je služio i u Rooseveltovoj, Trumanovoj i Eisenhowerovoj administraciji. Član je obitelji Rockefeller, unuk Johna D. Rockefellera i također poznati poslovni čovjek, sakupljač umjetničkih djela i filantrop.

## Životopis
Rockefeller je rođen 1908. godine u obitelji poduzetnika Johna D. ml. (1874. – 1960.) i Abby Greene Aldrich (1874. – 1948.). Bio je republikanac, ali je imao relativno liberalne stavove koji su načelno bili bliži stavovima Demokratske stranke. U njegovo vrijeme, umjereni članovi Republikanske stranke su nazivani " Rockefellerovima republikancima ". Kao guverner New Yorka od 1959. do 1973. godine između ostalog je proširio Državno sveučilište u New Yorku, zalagao se za ekološka pitanja, proširio je ustanove i osoblje za medicinsku njegu i formirao je Državni savjet New Yorka za umjetnost. Nakon što je neuspješno pokušavao izbori republikansku predsjedničku nominaciju 1960., 1964., i 1968. godine služio je kao potpredsjednik (po 25. amandmanu) od 1974. do 1977. godine u administraciji predsjednika Geralda Forda, ali se nije pridružio predsjedniku Fordu u republikanskoj kandidaturi 1976. godine što je označilo njegovo povlačenje iz politike.
Kao biznismen bio je predsjednik Rockefellerovog centra. Rockefeller je sakupio značajnu zbirku umjetnina, i zalagao se za javni pristup umjetničkim djelima. Bio je u odboru, blagajnik i predsjednik Muzeja moderne umjetnosti u New Yorku, a osnovao je Muzej primitivne umjetnosti 1954. godine. Kao filantrop osnovao je Američki međunarodni savez za ekonomski i socijalni razvoj 1946. godine, dok je sa svojom četvoricom braće osnovao 1940. godine i pomogao u upravljanju Zaklade braće Rockefeller.

## Privatni život
Dana 23. lipnja 1930. oženio je Mary Todhunter Clark, s kojom je imao petero djece:
- Rodman Clark Rockefeller (1932. – 2000.)
- Ann Rockefeller
- Steven Clark Rockefeller (r. 1936.)
- Michael Clark Rockefeller (1938. – 1961.)
- Mary Rockefeller

Razveli su se 1962. godine, a Nelson je 4. svibnja 1963. oženio Margaretta Large "Happy" Fitler, s kojom je imao dvojicu sinova:
- Nelson Aldrich Rockefeller ml.
- Mark Fitler Rockefeller (r. 1967.)

## Vanjske poveznice
- Nelson Aldrich Rockefeller - Britannica Online, pristupljeno 21. ožujka 2017.